# M4 (Bosnien und Herzegowina)
Die M4 (bosnisch/kroatisch Magistralna cesta bzw. serbisch Магистрални пут/Magistralni put) ist eine Magistralstraße in Bosnien und Herzegowina. Sie führt von der kroatischen Grenze bei Novi Grad über Prijedor, Banja Luka, Doboj und Tuzla zur serbischen Grenze bei Karakaj.